# Mormonia insolabilis
Mormonia insolabilis är en fjärilsart som beskrevs av Achille Guenée 1852. Mormonia insolabilis ingår i släktet Mormonia och familjen nattflyn. Inga underarter finns listade i Catalogue of Life.